# Chipiona
Chipiona è un comune spagnolo di 16 852 abitanti situato nella comunità autonoma dell'Andalusia, nella provincia di Cadice.